# Jimmy Hoffa

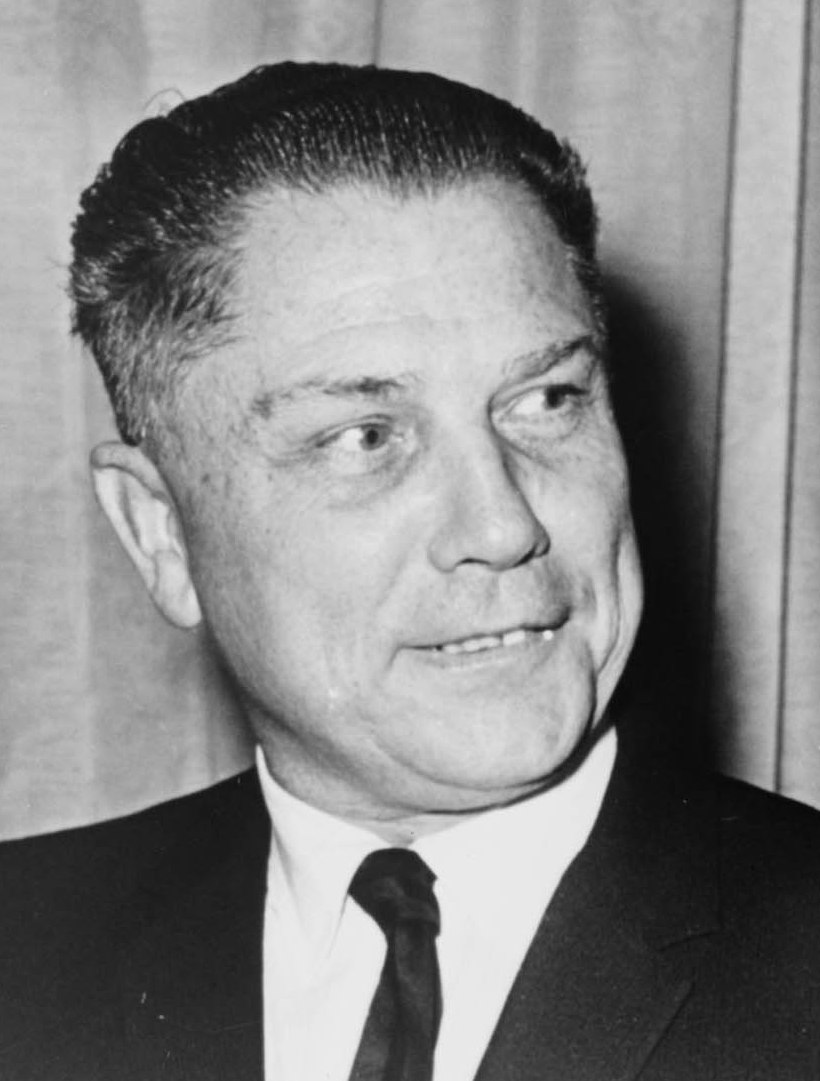
Jimmy Hoffa (1965)

James „Jimmy“ Riddle Hoffa (* 14. Februar 1913 in Brazil, Clay County, Indiana; † (vermutlich) 30. Juli 1975; am 30. Juli 1982 gesetzlich für tot erklärt) war ein US-amerikanischer Gewerkschaftsführer mit Verbindungen zur amerikanischen Cosa Nostra. Als Präsident der Teamsters-Gewerkschaft war Hoffa in den USA als „Herr der Lastkraftwagen“ bekannt. Zusammen mit seiner Frau Josephine Hoffa (geborene Poszywak) hatte er die Tochter Barbara Ann Crancer und den Sohn James Phillip Hoffa, der 1999 ebenfalls Präsident der Teamsters wurde.

## Lebenslauf

### Frühe Jahre und Aufstieg
James Hoffa wurde am 14. Februar 1913 geboren. Sein Vater, der Deutschamerikaner John Hoffa (Pennsylvania Dutch), war Grubenarbeiter und starb 1920 an einer Lungenkrankheit, als Jimmy sieben Jahre alt war. Seine Mutter Viola, geb. Riddle, zog mit ihm zunächst nach Clinton, Indiana, und 1924 nach Detroit. Zur Zeit von Hoffas Geburt in Brazil stand die Stadt als Boomtown infolge der dortigen Kohlevorkommen auf dem Höhepunkt ihrer Entwicklung und hatte mehr als 10.000 Einwohner.
Er verließ die Schule nach der neunten Klasse mit vierzehn Jahren und wurde nach mehreren Jobs Lagerarbeiter bei der Kroger Food Company. Sein Stundenlohn betrug damals 0,32 US-Dollar. Im Jahre 1932 organisierte Hoffa einen Streik, in dessen Folge die Geschäftsleitung den Stundenlohn auf 0,45 Dollar erhöhte, da ansonsten die empfindliche Obstware (insbesondere Erdbeeren) verdorben wäre. 1936 fand die Firma auf Grund eines weiteren Streiks in den Docks eine Gelegenheit, Hoffa zu entlassen.
Doch Hoffa hatte mittlerweile einen Namen in Gewerkschaftskreisen. Die Gewerkschaft der Transportarbeiter Teamsters in Detroit stellte ihn als Funktionär ein und teilte ihm die Ortszelle Local 299 zu. Hoffa hatte Freunde von Kroger dorthin mitgenommen. Diese Strawberry Boys (dt. Erdbeer-Jungs) bildeten den Kern einer Schlägertruppe im Kampf gegen die Trupps der Unternehmer.
Schon im ersten Jahr seiner Tätigkeit wurde Hoffa 24-mal von Polizisten oder Streikbrechern körperlich angegriffen. Um die Überlebenschancen bei einem Attentat durch eine Autobombe zu steigern, soll er seinen Wagen immer nur halb-eingestiegen mit geöffneter Tür gestartet haben, um bei einer möglichen Explosion aus dem Wagen geschleudert werden zu können.
Als Gewerkschafter musste er sich mit gesprengten Autos, zerstörten Büros, Schlägereien und Fahrzeugen, die ihn von der Fahrbahn abdrängen wollten, auseinandersetzen. Während einer einzigen Streikaktion wurde er 18-mal innerhalb von 24 Stunden verhaftet und kehrte jedes Mal sofort nach der Freilassung zur Kette der Streikposten zurück, um sich von dort erneut abführen zu lassen.
Hoffa bezog kein festes Arbeitsentgelt, sondern bekam einen geringen monatlichen Anteil an den Beiträgen der Mitglieder, die er angeworben hatte. Er konzentrierte die Gewinnung von neuen Mitgliedern zunächst auf die Fernfahrer, da er in ihnen den Schlüssel zum schnellen Wachstum erkannte. Diese sprach er direkt während ihrer Ruhepausen entlang der Straßen und Rastplätze an den Highways an. Dadurch verbrachte er nur etwa 1/3 seiner Zeit im Büro und den Rest auf der Straße bei Streiks, Demonstrationen oder Anwerbungen von Mitgliedern.

### Verbindung zum organisierten Verbrechen
Die Verbindung zur Cosa Nostra kam durch Hoffas ehemalige Freundin Sylvia Pigano zustande, mit der er vier Jahre lang zusammengelebt hatte. Diese heiratete einen kleinen Mafioso und wurde schließlich Frank Coppolas Freundin. Um den Sohn seiner Ex-Freundin, Charles „Chuckie“ O’Brien, kümmerte sich Hoffa später persönlich.
Der Kontakt zur Cosa Nostra war für Hoffa deshalb wichtig, weil die Mobster sich bisher immer und entscheidend auf die Seite der Unternehmen geschlagen hatten; die gewaltsamen Umstände (labor racketeering) in New York – z. B. der sogenannten „Labor Slugger Wars“ – gelten noch heute als legendär. Hoffa konnte nun 1937 Frank Coppola überzeugen, sich herauszuhalten. Die Teamsters gewannen ihren Streik und die Gewerkschaft konnte durch diesen Erfolg etwa 4000 neue Mitglieder gewinnen.
Im Jahr 1941 kam es in Detroit zu einem Machtkampf zwischen der AFL und dem CIO. Als z. B. eine Teamster-Gruppe von der AFL zur CIO wechseln wollte, unterband Hoffa dies mit Gewalt. Dabei wurde er von seinem späteren Bodyguard Rolland McMaster unterstützt.

„McMaster war die personifizierte Verbindung von Hoffa zu Meyer Lansky, Santo Trafficante, Jr., der Dorfman-Familie, dem Syndikat in Chicago (Chicago Outfit) und der Genovese-Familie in New Jersey und New York“

Mit Hilfe des Justizministeriums gelang es ihm, die Konkurrenzgewerkschaft CIO in Minneapolis zu besiegen. 1957 halfen ihm McMaster, Dave Yaras und Barney Baker beim Aufbau der Niederlassung Local 320 in Miami, in dem dann der Mobster Santo Trafficante ein Büro bezog.
Jimmy Hoffa, ab 1952 Vizepräsident der Teamsters, wurde schnell zu einer umstrittenen Person. Robert Kennedy war Ende der 1950er Jahre als Chefberater in den Ständigen Untersuchungsausschuss des Senats (McClellan-Committee gegen das Organisierte Verbrechen) berufen worden und hatte eine Menge Beweismaterial gesammelt, durch welches insbesondere Teamsterspräsident Dave Beck und sein Vize Jimmy Hoffa ins Visier gerieten.
Hoffa versuchte, den Anwalt John Cheasty als Informanten zu bestechen und als Mitglied in diesem Senatsausschuss zu platzieren; der ging jedoch nur zum Schein auf das Angebot ein. Unter FBI-Beobachtung wurden 200.000 US-Dollar übergeben, dennoch wurde Hoffa am 19. Juli 1957 freigesprochen und folgte Beck, der auf eine Kandidatur verzichtet hatte, im Amt des IBT-Präsidenten.
In der Anhörung des Senat-Ausschusses gebrauchte Beck sein Aussageverweigerungsrecht; in einem anderen Verfahren 1959 konnte ihm hingegen eine Unterschlagung von 1900 US-Dollar nachgewiesen werden. Wegen Steuerhinterziehung musste Beck für drei Jahre ins Gefängnis.

### Abstieg
Robert Kennedy hatte fest mit der Verurteilung von Hoffa gerechnet und scherzhaft angekündigt, er würde vom Capitol springen, falls dem nicht so sei. Hoffas Anwalt Edward Bennett Williams schickte am Tag des Freispruchs einen Fallschirm an Robert Kennedy. Dieser erklärte nun die Teamsters zu einem Hauptfeind des Staates. Er schrieb sogar ein Buch mit dem Titel The Enemy Within darüber.
Hoffa verbesserte zwar die Lebenssituation vieler Arbeiter in den USA, andererseits bereicherte er sich an dem von ihm selbst 1960 mitgegründeten Pensionsfonds (Central States Pension Fund). Er soll auch der Mafia mit Hilfe dieses Fonds Finanzierungshilfe, etwa in Form illegaler Entnahmen oder zinsloser Darlehen, u. a. für den Bau von Casinos in Las Vegas gegeben haben. Zu diesem Zweck hatte Hoffa Roy Lee Williams als Verwalter und Treuhänder in diesem Fonds installiert.
Als Robert Kennedy 1961 Justizminister wurde, intensivierte er den Kampf gegen das organisierte Verbrechen und insbesondere gegen Hoffa. Innerhalb seines Ministeriums wurde eine eigene Unterabteilung eingerichtet, die sich ausschließlich mit labor racketeering befasste, die so genannte „Get Hoffa Squad“ („Schnappt-Hoffa-Gruppe“). Kennedy untersagte der CIA, die gerade als Bestandteil der Operation Mongoose aus Exilkubanern und Killern der Mafia Truppen gegen Fidel Castro rekrutieren wollte, jegliche Zusammenarbeit mit Hoffa. Der Justizminister organisierte im März 1962 in Nashville, Tennessee, einen zweiten Prozess gegen Hoffa, der mit einem Kompagnon auf die Namen ihrer Ehefrauen die Speditionsfirma Test Fleet Corporation erworben hatte. Sie hatte 50.000 Dollar geliehen bekommen von der Commercial Carrier’s Corporation, wo gerade ein wilder Streik stattfand. Daraufhin war der Arbeitskampf sofort zu Ende. Dieser Prozess scheiterte zunächst, weil Hoffa Geschworene mit jeweils 10.000 Dollar bestochen hatte. Allerdings wurde diese Bestechung bekannt. Nachdem Hoffa das Gerichtsverfahren drei Jahre lang hinausgezögert hatte, wurde er schließlich wegen Betrugs, Bestechung und Verschwörung zu einer Haftstrafe von 13 Jahren Gefängnis verurteilt, die er am 7. März 1967 in Lewisburg (Pennsylvania) antrat. Seine Gewerkschaft ernannte ihn daraufhin zum „Präsidenten auf Lebenszeit“, erhöhte sein Gehalt von 75.000 auf 100.000 US-Dollar und bewilligte ihm 1,3 Mio. US-Dollar zur Begleichung von Anwalts- und Gerichtskosten.

### Gerüchte über eine Verwicklung in die Ermordung Robert Kennedys
Das House Select Committee on Assassinations (HSCA) des Repräsentantenhauses glaubte Mitte der 1970er Jahre unter dem Einfluss seines Vorsitzenden G. Robert Blakey, Hoffa habe gemeinsam mit Santo Trafficante und Carlos Marcello, dem Oberhaupt der Matranga-Familie, „die Motive, die Mittel und die Gelegenheit“ gehabt hätten, Robert F. Kennedy umzubringen, da dieser als Justizminister die Mobster unter hohen Verfolgungsdruck gesetzt habe. Die HSCA konnte jedoch nie irgendwelche Beweise für die Beteiligung der Mafia an einem der Attentate vorbringen.

## Verschwinden
Bereits am 23. Dezember 1971 wurde Hoffa durch den neuen US-Präsidenten Richard Nixon auf Bewährung freigelassen. Angeblich soll der neue Teamster-Chef Frank Fitzsimmons mit Hilfe der Mafia eine Millionenspende für den Wahlkampf von Nixon organisiert haben. Bedingung dieses Deals war, dass Hoffa sein Präsidentenamt aufgab und für weitere zehn Jahre nicht erneut anstreben würde. Hoffa sagte zu, begann jedoch bereits kurz nach seiner Entlassung Stimmen für eine Wiederernennung zu sammeln und nutzte hierfür wiederum sein Stamm-„Local“ 299. Allerdings hatte er mit Rolland McMaster gebrochen, den er für einen Informanten der Regierung hielt. Auch sein Ziehsohn Chucky O’Brien arbeitete inzwischen für Fitzsimmons und sein Leibwächter Dave Yaras, gleichzeitig eine der wichtigsten Kontaktpersonen zwischen Chicago, Florida und Kuba, wurde ermordet.
Es kam zu einem heftigen Machtkampf, bei dem auch einige Autobomben eingesetzt wurden. Parallel dazu versuchten unabhängige Lastwagenfahrer, Fernfahrer mit eigenem Fahrzeug, sich dem Kartell der Teamsters zu entziehen.
Jimmy Hoffa verschwand am 30. Juli 1975 gegen 14:30 Uhr im Alter von 62 Jahren vom Parkplatz des Restaurants Machus Red Fox in Bloomfield Hills nördlich von Detroit und wurde sieben Jahre nach seinem Verschwinden am 30. Juli 1982 offiziell für tot erklärt.
Zu diesem Zeitpunkt waren die Ermittlungsakten des FBI in seinem Fall auf etwa 70 Aktenbände mit insgesamt 16.000 Seiten angewachsen.

### Vom Mysterium zum Medienhype
Hoffas Verschwinden am 30. Juli 1975 hat sich heute kulturell verselbstständigt und ist vor allem im Mittleren Westen der Vereinigten Staaten als moderne Sage Bestandteil der US-amerikanischen Kultur geworden (→ Adaptionen). Als z. B. am 17. Mai 2006 gegen 11:30 Uhr die Durchsuchung des abgelegenen Pferdehofs Hidden Dreams Farm (Versteckte Träume) in Milford (Michigan) begann, der 30 Meilen von Detroit entfernt an der Interstate 96 liegt, waren die amerikanischen Medien von Anfang an dabei.
Das Ereignis entwickelte sich dabei über das Eventmarketing zu einem regelrechten Medienhype. Mit Hoffa-Burger, Hoffa-Cup-Cakes (aus denen eine grüne Hand herausragt), T-Shirts etc. ist das Mysterium um Jimmy Hoffas Verschwinden endgültig Bestandteil der Popkultur in den USA geworden.
Der Hinweis stammte von Donovan Wells, einem 75-jährigen Mann, der als Marihuana-Dealer verurteilt worden war und in den 1970er Jahren nur eine kurze Zeit in dem 6000-Seelen-Ort gelebt hatte. Er will damals gesehen haben, wie eine Leiche, eingewickelt in einen Teppich, auf dem 32 Hektar großen Gelände vergraben worden war. Da zum Zeitpunkt des Verschwindens die Farm Rolland McMasters Eigentum gewesen war, einem wichtigen Gefolgsmann Hoffas, wurde der Hinweis ernst genommen. Zur ersten Durchsuchung und Absperrung fuhren mindestens 15 Fahrzeuge vor, Hubschrauber wurden eingesetzt und eine Scheune abgerissen. Am 30. Mai wurde die Aktion ohne Erfolg beendet.
Insgesamt waren 40 Beamte bei der Aktion eingesetzt worden. „Natürlich sind wir enttäuscht“ gab Chefermittler Robert hinterher zu.

### Erste Erkenntnisse
Am 2. August 1975 hatte das FBI die Ermittlungen übernommen und über 200 Agenten begannen mit ihren Nachforschungen in New Jersey, Detroit und vier anderen großen Städten. Das Auto von Hoffa, ein grüner Pontiac Grand Ville, war bereits am 1. August unverschlossen auf dem Parkplatz eines Restaurants aufgefunden worden.
Jimmy Hoffa war als Stammgast im Machus Red Fox bekannt. Dort hatte der Hochzeitsempfang seines Sohnes James Phillip Hoffa stattgefunden. Seiner Frau Josephine hatte Hoffa am Tage seines Verschwindens erklärt, er würde sich dort mit seinem Gewerkschaftskollegen Anthony „Tony Pro“ Provenzano und dem Mafiaboss Anthony Giacalone treffen und um 16:00 Uhr wieder zurück sein. Beide Personen bestritten jedoch die Existenz einer solchen Verabredung und konnten einwandfreie Alibis vorweisen. Giacalone war laut Zeugenaussagen im Sportstudio Southfield Athletic Club gesehen worden und „Tony Pro“ spielte mit Freunden Karten in New Jersey.
Hoffa führte zwei Telefongespräche von einem öffentlichen Apparat aus. Zunächst fragte er um etwa 14:15 Uhr zu Hause nach dort eingegangenen Nachrichten. Anschließend telefonierte er mit seinem Freund Louis Linteau, der einen Limousinen-Service am Flughafen betrieb und damit die erste Anlaufstation für Giacalone gewesen wäre.
Nachdem ein Zeuge ausgesagt hatte, Hoffa sei auf dem Parkplatz in ein Auto mit mehreren Insassen auf den Rücksitzen eingestiegen und habe sich, nach vorne gebeugt, mit dem Fahrer unterhalten, wurde davon ausgegangen, dass Hoffa zu einem anderen Ort gebracht wurde.
Am 8. August konnten auf einer Wasserflasche, die in dem Pontiac gefunden worden war, die Fingerabdrücke von Charles O’Brien nachgewiesen werden. Mit Hilfe von Spürhunden und der am Vortag getragenen Kleidung wurde sein Duft am Reifen eines roten Mercury Marquis, den O’Brien sich an diesem Tag von seinem Freund Joe Giacalone, dem Sohn von Anthony Giacalone, geliehen hatte, nachgewiesen. 2001 wurde ein in diesem Fahrzeug gefundenes Haar untersucht und konnte nach einem DNA-Test Hoffa zugeordnet werden.
Bei allen folgenden Spekulationen um die Umstände des Verschwindens und der vermutlichen Ermordung wurde damit klar, dass O’Brien eine Schlüsselrolle bei der Aufklärung spielen musste. Der Ziehsohn von Hoffa war eine der wenigen Personen, denen er vertraute.
Es entspricht der klassischen Strategie der Mafia, Vertrauenspersonen der Opfer, oft ohne dass diese eingeweiht sind, als Lockvögel einzusetzen. Außerdem wurden nun im Leihwagen von O’Brien Haare und Blut gefunden, die aber mit damaliger Technik Hoffa nicht zugeordnet werden konnten. Weiterhin weist das Alibi von O’Brien bis heute einige Lücken auf.
Am 2. September begann die Grand Jury von Detroit eine sechs Monate andauernde Untersuchung, bei der etwa 50 Personen verhört wurden, deren Verbindung zur amerikanischen Cosa Nostra bekannt war. Vorgeladen wurden z. B. Rolland McMaster und Frank Sheeran; die meisten der vorgeladenen Personen verweigerten die Aussage mit Berufung auf den 5. Zusatzartikel zur Verfassung der Vereinigten Staaten.
Besonders die 1976 und 1977 getätigten Aussagen des seit Mai 1975 im Staatsgefängnis von Trenton wegen Mordes einsitzenden Ralph Picardo, eines Mitglieds des Local 84 der Teamsters, konkretisierten die Verbringung von Hoffa an einen anderen Ort und wurden bereits 1978 von Dan E. Moldea in seinem Buch The Hoffa Wars öffentlich gemacht. Picardo war einer der Fahrer von Anthony Provenzano und bestätigte die Einladung von Hoffa in das Machus Red Fox, die von Anthony Giacalone ausgegangen sein soll, um bestehende Unstimmigkeiten zwischen Tony Provenzano und Hoffa im Gespräch auszuräumen. Demnach wurde Hoffa von O’Brien vom Restaurant zu einem nahegelegenen Haus gebracht und wartete dann mit einigen Freunden davor. In dem Haus selbst hätten dann Thomas Andretta, Salvatore Briguglio, dessen Bruder Gabriel Briguglio und deren Fahrer Frank Sheeran auf Hoffa gelauert, um ihn zu ermorden.
Die Polizei hält diese Aussage für glaubhaft, insbesondere da Anthony Giacalone am Tag der Tat tatsächlich nach New Jersey gekommen war. Salvatore Briguglio konnte nicht mehr befragt werden, da er 1978 erschossen wurde.
Die genauen Umstände in und um das Machus Red Fox sind bis heute unklar geblieben. Es bestehen viele Mythen über die Hintergründe und den Verbleib der Leiche.

### Thesen über den möglichen Leichenfundort
Ursprünglich gab es vier ernsthaftere Thesen über einen möglichen Leichenfundort:
- Die Polizei ging davon aus, dass Hoffas Leiche in einer Öltonne (am.: „Barrel Murder“) zur Schrottverwertungsanlage von Ford nach Detroit im Stadtteil Dearborn gebracht worden war; u. a. soll Charles O’Brien dies angegeben haben.
1999 lieferte der Mafioso Salvatore „Bill“ Bonanno in seinem Buch Bound by Honor eine Variante dieser Version. Demnach sei Hoffa im Kofferraum eines Wagens zu einer Schrottpresse gebracht worden. Diese Variante entspricht in etwa dem angenommenen Vorgehen der Täter im Mordfall James Squillante von 1960, dessen Leiche ebenfalls nie gefunden wurde.
- Die US-amerikanische Justiz ging lange davon aus, dass die Leiche in einem Fettverarbeitungsbetrieb entsorgt wurde. Kurz bevor man dort mit Untersuchungen beginnen wollte, brannte die Fabrik unter ungeklärten Umständen ab.
Diese These wird auch heute noch von einigen Forschern unterstützt; zum 50.ten Tag des Veschwindens am 30. Juli 2025 gab der Kriminalschrifsteller Scott Burnstein an, er gehe davon aus das Hoffa durch einem Fleischwolf gedreht worden sei.[14]
- 1982 ergänzte der FBI-Informant Charles Allen, der zusammen mit Hoffa im Gefängnis gewesen war, seine ursprünglichen Aussagen, mit der Behauptung die Leiche Hoffas sei in kleine Stücke zerteilt und in einen Sumpf in Florida geworfen worden. Allen, Neffe des Gangsters Charles „Blinky“ Palermo, sei selber von Hoffa angeheuert worden, um insbesondere Frank Fitzsimmons zu ermorden und Provenzano und Salvatore „Sally Bugs“ Briguglio seien nur schneller gewesen.[15]
 Ursprünglich hatte sich Allen alias Palermo insbesondere über die Verbindung Hoffas zu Russell Bufalino geäußert.[16]

„It's helpful, but it won't break the case.“

– United States Attorney Peter Vaira, Februar 1979 über die ursprünglichen Aussagen von Charles Allen.
- 1989 veröffentlichte der Playboy[18][19] aufgrund der Darstellung des Mafiakillers Donald „Tony the Greek“ Frankos eine weitere These. Demnach wurde Hoffas Leiche zerstückelt und mit Fertigbeton vermischt. Dieser wurde dann zum Tribünenbau an der Ecke in Augenhöhe zur Touchdown-Linie bzw. der 10-Yard-Linie im Giants Stadium in New Jersey verbaut. 1993 veröffentlichten die Autoren William Hoffman und Lake Headley mit Contract Killer: The Explosive Story of the Mafia’s Most Notorious Hitman ein Buch, das mit Hilfe von Donald Frankos entstand.

### Entwicklungen im 21. Jahrhundert
Ab dem Jahr 2001 tauchten neue Fakten zum Fall Hoffa auf; bis heute gehen die Behörden Hinweisen auf potentielle Fundorte nach:
- Charles O’Brien bleibt weiter der Schlüssel zur Aufklärung des Falles. Im Jahr 2001 konnten die alten Blutspuren in seinem Wagen mit Hilfe einer DNA-Analyse nun doch Jimmy Hoffa zugeordnet werden. Damit wurde seine Aussage widerlegt, Hoffa sei nicht in seinem Wagen gewesen. Seine erneute Befragung führte aber bisher nicht zu einer Anklage.
- Im Zuge einer 2002 und 2003 produzierten 13. Folge der Fernsehsendung MythBusters des Discovery Channel wurde mit Hilfe eines Bodenradars das Giants Stadium untersucht und nichts gefunden. Die Sendung hatte ihre deutsche Erstausstrahlung am 17. Dezember 2005.[20]
- 2003 behauptete der wegen Mordes verurteilte Richard C. Powell, er sei der Fahrer des Wagens gewesen, mit dem Hoffa vom Parkplatz zu einem Platz am Au Sable River in der Nähe des Oscoda County gebracht worden sei. Die Aussage erschien zunächst glaubwürdig, da mit Powells Hilfe schon die Leiche des seit fast dreißig Jahren verschwundenen Robert A. Woods aus Bay City aufgespürt werden konnte. Grabungen hinter einem Haus in Hampton Township, ebenfalls in der Nähe von Bay City, um gemäß Powell eine Brieftasche zu finden, in der sich noch die Injektionsspritze befinden würde, mit der Hoffa betäubt worden sei, blieben allerdings vollständig ergebnislos.
- 2004 veröffentlichte Charles Brandt sein Buch I Heard You Paint Houses (To paint houses ist ein euphemistischer Mafia-Slang für Mord, der bildlich das Verspritzen des Blutes umschreibt). Brandt, ein ehemaliger Hilfssheriff, berichtet aus seinen zahlreichen Treffen und Telefonaten mit dem Mafiakiller Frank „The Irishman“ Sheeran. Dieser habe Hoffa im Auftrag der Mafia getötet, die Leiche sei verbrannt worden. Außerdem gab er zu, den Mittäter Salvatore Briguglio 1978 erschossen zu haben.
Sheeran hat seine Aussage kurz vor seinem Tod mit der Bezeichnung des Hauses, in dem der Mord stattfand, weiter konkretisiert. Dort wurden 2004 Spuren zur Analyse entnommen. Ein Ergebnis ist offiziell bisher nicht bekannt gegeben geworden. Sheeran nannte nun die Namen von Tom und Steve Andretta als Beseitiger der Leiche.[21]
- Am 14. Februar 2006 gab Lynda Milito, Ehefrau von Liborio „Louie“ Milito, einem Mitglied der Gambino-Familie, bekannt, ihr Ehemann habe 1988 zugegeben, Hoffa ermordet und die Leiche an der New Yorker Verrazzano-Narrows Bridge entsorgt zu haben.
- 2006 starb der Auftragskiller Richard „The Iceman“ Kuklinski in einem Krankenhaus in New Jersey. Seine Version der Geschichte wurde in Philip Carlos Buch The Iceman: Confessions of a Mafia Contract Killer[22] veröffentlicht. Kuklinski hat nach eigenen Aussagen demnach 40.000 US-Dollar für die Ermordung von Hoffa erhalten. Die Leiche sei mit einer Schrottladung nach Japan gelangt und dort eingeschmolzen worden; damit lieferte Kuklinski eine Variante der These, die Leiche von Hoffa sei mit Hilfe einer Schrottpresse in Detroit beseitigt worden.
- Auf Grund des Buches von Brandt über Frank Sheeran fiel dem Polizeibeamten Jeff Hansen, in dessen Revier der Mord an Jimmy Hoffa demnach anzusiedeln sei, die Tatsache auf, dass das Krematorium Grand Lawn cemetery nur zwei Minuten vom mutmaßlichen Tatort entfernt liegt. Hansen kontaktierte Brandt, anscheinend ist Brandt dort im April 2006 möglicherweise auf etwas gestoßen, was das Verschwinden weiter aufklären könnte.[23] Diese zunächst ignorierte Spur ergab sich aus der ergänzenden Angabe von Frank Sheeran,[21] dass die Brüder Steve und Tommy Andretta den Körper von Hoffa in einem Krematorium entsorgt hätten. Brandt hat inzwischen dem Fernsehsender Klas.TV im November 2006 ein Interview gegeben.[24]
- 2011 vertrat Marvin Elkind, der ehemalige Fahrer Hoffas, in dem ihm gewidmeten Buch: „The Weasel: A Double Life in the Mob“, die These, Hoffas Mörder hätten ihn unter dem 73-stöckigen Renaissance Center (Hauptsitz von General Motors) in der Innenstadt Detroits begraben. Die Behörden wiesen diese Behauptung zurück.
- Im September 2012 durchbohrten die Behörden den Zugangsweg zu einem Lagerschuppen auf der Suche nach einer Leiche und entnahmen Bodenproben. Auslöser war die jüngste Aussage eines Anrainers, er habe vor 35 Jahren die Beseitigung einer Leiche an dieser Stelle beobachtet. Auf Grund der Tatsache, dass zur damaligen Zeit das Grundstück einem berüchtigten Spieler mit einschlägigen Mafia-Kontakten gehörte, war diese neue Aussage offenbar glaubwürdig genug, an dieser Stelle nachzuforschen; und es stand im Raum, vielleicht Hoffa dort zu finden. Offenbar wurde aber überhaupt nichts gefunden.[25]
- Im Januar 2013 behauptete der hochrangige Mobster („underboss“ der „Detroit Partnership“) Anthony Joseph Zerilli, Hoffa sei kurz nach seiner Ermordung 20 Meilen nördlich des Restaurants im Oakland County in einem Feld begraben worden.[26] Grabungen des FBI blieben im Juni 2013 ohne Ergebnis.[27]
- Im Jahr 2021 wurde bekannt, dass ein Deponiearbeiter kurz vor seinem Tod im März 2020 die Aussage machte, sein Vater habe ihm berichtet, dass er auf Anweisung einer Gruppe von Männern Hoffas Leiche in einer Stahltonne auf dem Deponiegelände in Jersey City vergraben habe. Das FBI führte daraufhin im Oktober und November 2021 Bodenradaruntersuchungen auf dem Gelände durch.[28]
Bei dem Deponiearbeiter handelte es sich um Frank Cappola, der die Geschichte 2008 von seinem Vater Paul Cappola gehört hatte. Demnach hätte dieser die Leiche von Hoffa in ein Stahlfass etwa fünf Meter tief mit Chemie-Müll vergraben. Frank Coppola legte darüber 2019 eine eidesstattliche Erklärung ab, bevor er 2020 starb. Die dem FBI vorgreifenden Radar-Untersuchungen, die von dem TV-Sender Fox News angestoßen worden waren, ergaben laut New York Times, dass Fass-ähnliche Behältnisse im Boden vorhanden sind.[29]
- 2023 glaubte eine Gruppe von ehrenamtlichen Ermittlern (Case Breakers group) für ungelöste Kriminalfälle herausgefunden zu haben, dass Hoffa auf dem Gelände des alten Baseballstadions (MLB) der Milwaukee Brewers im Milwaukee County (Wisconsin) begraben worden sei.[30] Der Hinweis soll auf den auf eine Pik As-Karte gekritzelten Zeichnung eines verstorbenen Polizeibeamten stammen. Die Gruppe geht dabei davon aus, dass die sterbliche Überreste neben einem Little-League-Spielfeld ruhen, das neben dem jetzigen MLB-Stadion errichtet worden war. Hoffas Leiche sei von einem anderen Ort weggebracht und 1995 heimlich unter der dritten Base des alten Stadions begraben worden. Das neue Spielfeld wurde 2002 mitten auf dem Parkplatz errichtet und ersetzte das alte Spielfeld. Die „Case Breakers“ geben an, Bodenradargeräte eingesetzt zu haben, die jedoch durch eine „unerwartete Lehmschicht“ blockiert wurden. Diese deute darauf hin, dass eine Ausgrabung an dieser Stelle „eilig ausgehoben und wieder verfüllt“ worden sei und ein Leichensuchhund habe an der gleichen Stelle angeschlagen. Auf Nachfrage des Independent machte das FBI keine Aussagen zu geplanten Aktionen für diese neue Spur.[31]

## Adaptionen

### Biografische und historische Verfilmungen
- 1954: Im Film Die Faust im Nacken findet sich Hoffa in der Figur Johnny Friendly wieder.
- 1978: In F.I.S.T. – Ein Mann geht seinen Weg spielt Sylvester Stallone einen einfachen Mann, der sich zum Präsidenten der Transportarbeitergewerkschaft hochkämpft und sich mit Mobstern einlässt.
- 1983: Im Film Verfolgt bis in den Tod (OT: Blood Feud) wird Hoffa durch Robert Blake dargestellt.
- 1992: Der Film Jimmy Hoffa von Danny DeVito stellt den Versuch einer biografischen Verfilmung dar.
- 2012 „Im Netz der Mafia – Die Geheimakten des FBI: Allen Dorfman“ (Folge 9 von 13); Erstausstrahlung in Deutschland ZDF am 10. Juni 2013 beschäftigt sich die Dokumentationsserie auch mit Hoffa. (OT: Mafia’s Greatest Hits: Allen Dorfman; Erstausstrahlung UK 13. Juli 2012)
- 2019: Im Film The Irishman wird Hoffa von Al Pacino dargestellt. Der Film deutet an, Hoffa sei für das Attentat auf John F. Kennedy verantwortlich gewesen.[32]

### Erwähnungen in Film und Fernsehen (Auswahl)
Wie sehr das Verschwinden von Hoffa als moderne Sage Bestandteil der US-amerikanischen Kultur geworden ist, zeigen insbesondere die unzähligen Erwähnungen und Anspielungen in Filmen und Serien:

„Sein Tod war zu viele Jahre lang Gegenstand unerbittlicher kultureller Witze, wobei die Tatsache aus den Augen verloren wurde, dass eine Familie einen Ehemann und Vater und unsere Nation einen außergewöhnlichen Führer verloren hat...Heute und immer gedenken wir James R. Hoffa – nicht wegen der Tragödie seines Todes, sondern wegen seines bleibenden Vermächtnisses. Er war ein Visionär mit bemerkenswertem Mut und Überzeugung.“

- 1983: In der Komödie Die Überlebenden behauptet der Gangster Jack Locke (Jerry Reed), er hätte Jimmy Hoffa ermordet.
- 1984: Das Verschwinden des Gangsters Max in dem Film Es war einmal in Amerika (Originaltitel: Once Upon a Time in America) enthält eine Anspielung auf das spurlose Verschwinden von Hoffa bzw. auf Vorgänge bei der Teamsters-Gewerkschaft. Am Schluss des Films fährt ein Müllwagen, die in den USA von den Teamsters organisiert werden, vor und Max verschwindet endgültig. Die Unterwanderung der Müllwerker war durch James Squillante betrieben worden, der häufig als „king of the garbage collection racket“ („König des Abfallwirtschaftsverbrechen“) bezeichnet wurde. James Squillante verschwand bereits 1960 ebenso spurlos wie Hoffa.
- 1993: In der 76. Folge: Prinzessin von Zahnstein (OT: Last exit to Springfield) aus der vierten Staffel der Fernsehserie Die Simpsons vermisst der Besitzer des Kernkraftwerkes Mr. Burns den Gewerkschaftsboss. In der nächsten Szene ist zu beobachten, wie ein Footballspieler übers Spielfeld rennt und über einen Grashügel stolpert, der die Form eines Mannes hat.
- 1994: In Die nackte Kanone 33⅓ sucht Lt. Frank Drebin (Leslie Nielsen) in einem Stapel Krankenhausakten nach der Adresse einer Verdächtigen und stolpert dabei über „weniger wichtige Akten“ wie „Die Wahrheit über das Kennedy-Attentat“ und „Fundort von Jimmy Hoffas Leiche“.
- 1995: In der 3. Folge Der Klügere gibt auf (OT: That Smarts) aus der ersten Staffel der Fernsehserie Pinky und der Brain stellt Brain einen Plan vor, sich als Jimmy Hoffa auszugeben, damit die Gewerkschaftsmitglieder für ihn den „Vertikalkraft-Konvektor“ bauen.
- 1997: In der vierten Staffel der Fernsehserie Die Nanny – Folge 17 (Gesamtfolge 92) Oh Schreckschraube (Originaltitel: Samson, He Denied Her) – äußert der Butler Niles sinngemäß, wenn Jimmy Hoffa einen Burger in der Hose gehabt hätte, wäre dieser von der vielessenden Mutter der Nanny gefunden worden.
- 1997: Im Film Titanic von James Cameron äußert der Schatzsucher Bobby Buell (Nicholas Cascone) gegenüber Brock Lovett (Bill Paxton) die Vermutung, dass der Diamant Das Herz des Ozeans vermutlich auch in Jimmy Hoffas Aktentasche liegen könnte, nachdem die Suche im Tresor erfolglos blieb.
- 1999: In der 220. Simpsons-Folge Das Geheimnis der Lastwagenfahrer (OT: Maximum Homedrive; Staffel 10, Folge 17) verrät Homer das Geheimnis des intelligenten Autopiloten. Daraufhin wollen ihn die organisierten Lastwagenfahrer disziplinieren: „Wie damals bei Jimmy Hoffa …“
- 2000: In der 10. Folge der ersten Staffel der Gilmore Girls wird in einem Dialog zwischen den Figuren Luke und Lorelai darauf angespielt, dass eine Personensuche bei Jimmy Hoffa wohl lange dauern würde.
- 2003: In der Folge Police Bike 1 der US-amerikanischen Serie American Chopper, die in Deutschland am 8. März 2007 auf DMAX gezeigt wurde, kommentiert Michael Teutul bei der Besichtigung der Fotogalerie der Polizeistation ein Bild mit dem Satz: „Da haben sie Jimmy Hoffa gefunden“.
- 2003: In der Komödie Bruce Allmächtig (OT: Bruce Almighty) findet der gescheiterte Fernsehreporter durch seine neu erworbenen göttlichen Kräfte und mit Hilfe eines Polizei-Spürhundes die unter einer Rasenfläche eingegrabene Leiche von Hoffa.
- 2006: In der vierten Folge der sechsten Staffel der Fernsehserie Die Sopranos kalauert der Chirurg bei der Notoperation des Mafiabosses Tony Soprano, er habe soeben Jimmy Hoffa gefunden.
- 2006: In der achten Folge der dritten Staffel von Veronica Mars, Lord of the Pis, die in Deutschland am 11. Januar 2008 im ZDF gezeigt wurde, reagiert eine Befragte mit dem Satz: „God, what’s with all the questions? What’s next? You want to know where I buried Jimmy Hoffman?“ (dt.: Mein Gott, was soll die ganze Fragerei? Was kommt als Nächstes? Willst du etwa wissen, wo ich Jimmy Hoff[m]a[n] vergraben habe?)
- 2007: In der siebten Folge der zweiten Staffel von Dexter sagt Sergeant James Doakes (Erik King) zu Dexter Morgan (Michael C. Hall): „Ihre Vergangenheit ist ein größeres Geheimnis als das von Jimmy Hoffa.“
- 2008: In der dreizehnten Folge der zweiten Staffel von Breaking Bad sagt DEA-Agent Hank Schrader scherzhaft über einen Straftäter, dass dieser vielleicht etwas über den Verbleib von Hoffa verrate, wenn man ihm eine Schachtel Zigaretten gibt.
- 2008: In der siebten Folge der ersten Staffel von Fringe – Grenzfälle des FBI erinnert sich Walther Bishop (gespielt von John Noble) daran, versucht zu haben, einen ermordeten Mann namens Jimmy Hoffa befragt zu haben.
- 2010: In der zwölften Folge der fünften Staffel von Bones – Die Knochenjägerin wird von einer geheimen Regierungsorganisation ein Leichnam ins Jeffersonian gebracht, welcher ausdrücklich nicht identifiziert werden soll. Dr. Jack Hodgins fragt sich, ob das vielleicht Jimmy Hoffa sein könnte.
- 2011: Gegen Ende der zweiten Folge der ersten Staffel von Suits fragt Harvey Specter scherzhaft, wo im Archiv der Kanzlei Hoffa vergraben sei.
- 2011: In der zwölften Folge der vierten Staffel von Breaking Bad erfolgt eine weitere dialogische Anspielung auf Hoffa durch Schraders DEA-Partner Agent Steve Gomez: Gomez bemerkt ironisch vor der Durchsuchung einer Wäscherei, die DEA fände in dieser Heroin, wie sie Jimmy Hoffa fände.
- 2012: In der zwölften Folge der dritten Staffel von Lost Girl erwähnt Trick den Namen Jimmy Hoffas, um Kenzis von ihrer Ankündigung, eine Gewerkschaft für Menschen in der Fae-Welt zu gründen, abzubringen.
- 2014: In der elften Folge der zweiten Staffel von House of Cards sagt Frank Underwood vor einer Untersuchungskommission sarkastisch, man könne über sechs Ecken auch Jimmy Hoffa oder den Papst beschuldigen.
- 2015: In Staffel 2 Folge 8 von Scorpion fragt Cabe Gallo einen CIA-Agenten, wo Hoffa abgeblieben sei, worauf er zur Antwort bekommt: „In den Meadowlands. Das weiß doch jeder.“
- 2017: In Staffel 1 Folge 6 von Ozark erzählt Buddy am Abend von seiner Vergangenheit. Als er gefragt wird, warum er nach Ozark gezogen sei, antwortet er, dass er in Detroit einige Probleme mit Gewerkschaften gehabt habe und sagt anschließend scherzhaft: „Ich bin Jimmy Hoffas Mörder.“[34]
- 2023: The Blacklist Staffel 10 Folge 20; Dembe Zuma deutet gegenüber der Taskforce an, die Begräbnisstätte Hoffas zu kennen.